# Denver S. Dickerson

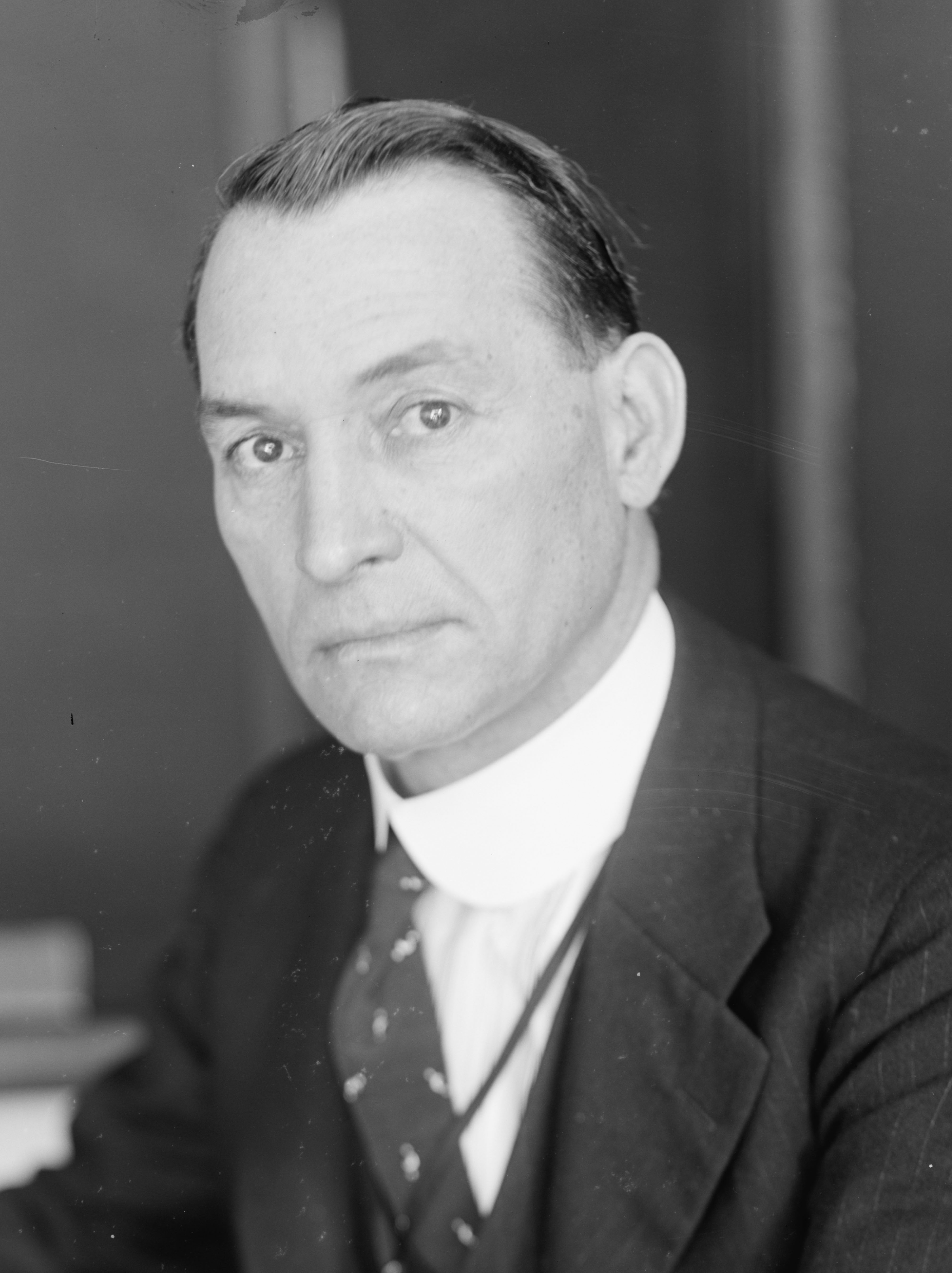
Denver S. Dickerson.

Denver Sylvester Dickerson, född 24 september 1872 i Millville, Kalifornien, död 28 november 1925, var en amerikansk politiker. Han var den 11:e guvernören i delstaten Nevada 1908-1911.
Dickerson deltog i Spansk-amerikanska kriget och flyttade efter kriget till Nevada. Han arbetade som ämbetsman i White Pine County och som redaktör och ansvarig utgivare för tidningarna White Pine News och Ely Mining Expositor.
Dickerson var viceguvernör i Nevada 1907-1908. Han tillträdde som guvernör efter att John Sparks avled i ämbetet.
Dickersons grav finns på Lone Mountain Cemetery i Carson City.